# Алула Северная
Ню Большой Медведицы (ν UMa / ν Ursae Majoris / ν Большой Медведицы) — является двойной звездой в созвездии Большая Медведица. Звезда имеет традиционное название Алула (иногда Алюла) Северная (Алула Бореалис, «Первая северная»).

## Физические характеристики
Звезда расположена приблизительно на расстоянии в 400 световых лет от Земли. Светимость звезды в 1355 раз больше светимости Солнца, а радиус больше в 76 раз. Температура поверхности составляет 4 100° кельвинов (3 827° по Цельсию). Первым компонентом, Ню Большой Медведицы A, является оранжевый гигант К-класса с видимой звездной величиной +3,49. Второй компонент удален на расстояние в 7,1 угловых секунд от первого.